# Борш, Хьетиль
Хьетиль Борш (норв. Kjetil Borch; род. 14 февраля 1990 года, Тёнсберг, Норвегия) — норвежский гребец (академическая гребля), серебряный призёр Олимпийских игр 2020 в заезде одиночек, бронзовый призёр Олимпийских игр 2016 в заезде парных двоек. Двукратный чемпион мира, чемпион Европы. Участник Олимпийских игр 2012, 2016 и 2020 годов.